# Helene Fischer

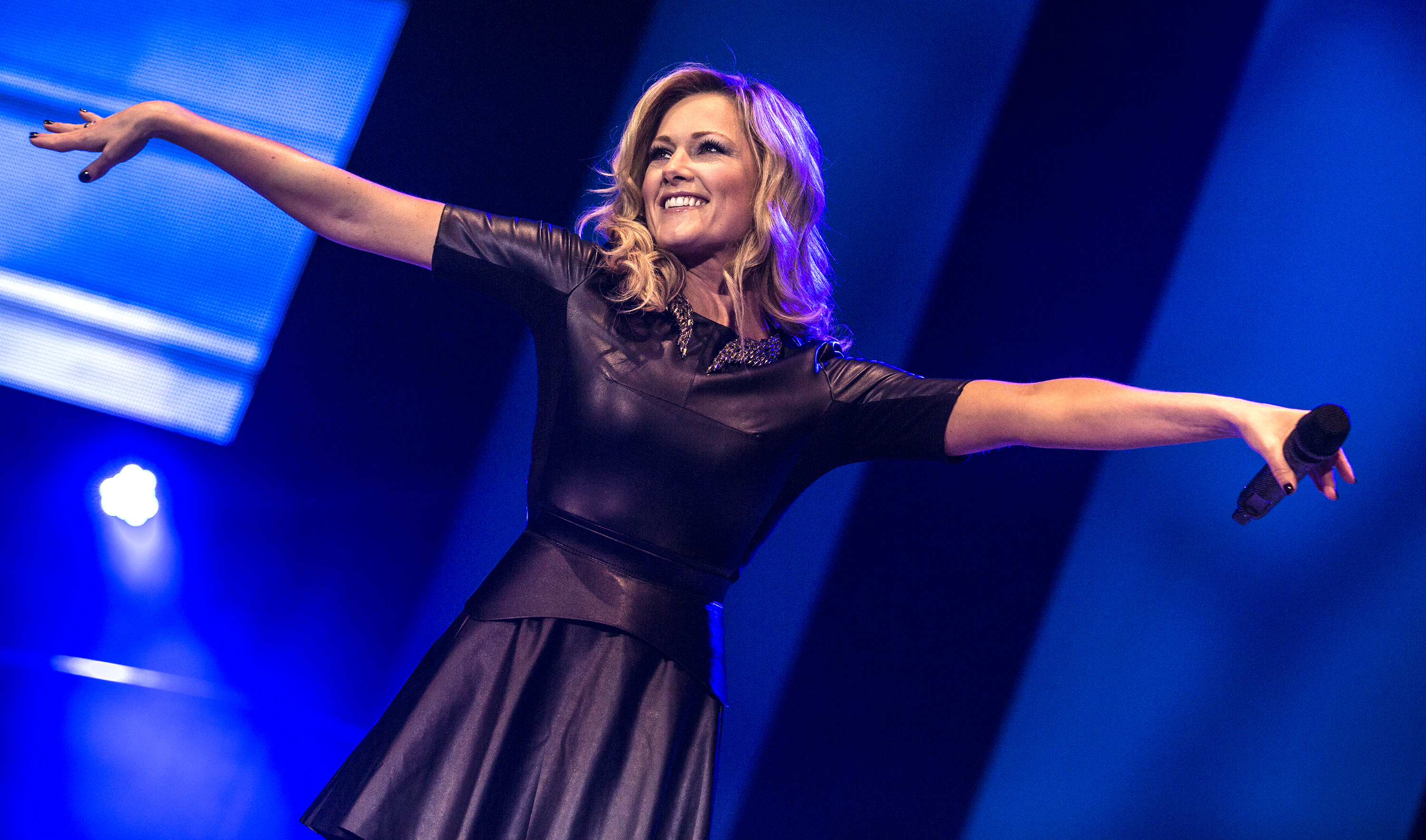
Fischer tijdens een optreden in 2013

Helene Fischer (Krasnojarsk, 5 augustus 1984) is een Duitse schlagerzangeres. Ze heeft wereldwijd meer dan 16 miljoen albums verkocht.

## Biografie
Helene Fischer werd geboren in het Siberische Krasnojarsk als tweede kind van het echtpaar Peter en Maria Fischer, van Russisch-Duitse oorsprong. Haar grootouders waren Wolga-Duitsers (Siberische Duitsers of Sibiriendeutsche), die in 1941 naar Siberië gedeporteerd werden. In 1988 verhuisde het gezin naar Wöllstein in Rijnland-Palts. Na de middelbare school studeerde Fischer gedurende drie jaar aan de Stage & Musical School in Frankfurt am Main. Al tijdens haar opleiding trad ze op in diverse theaters. In mei 2005 had Fischer haar eerste optreden op televisie in Hochzeitsfest der Volksmusik op ARD. In 2006 bracht ze haar eerste album uit, Von Hier Bis Unendlich. Ze werd een bekende zangeres in Duitsland. In de periode 2006-2012 behaalden veel van haar albums en singles de goud- en (dubbel)platinastatus. Helene Fischer zingt tevens in het Engels, onder meer in verschillende duetten met de Amerikaanse zanger Michael Bolton en met Robbie Williams in 2019 het kerstnummer Santa Baby.
Op 15 oktober 2011 werd in het Duitse televisieprogramma Herbstfest der Abenteuer dat wordt gepresenteerd door de voormalige vriend van Fischer, Florian Silbereisen, met wie ze sinds mei 2008 samen was, een wassen beeld onthuld dat sinds 21 oktober 2011 te bezichtigen is in Berlijn. Eind 2018 werd bekend dat het stel uit elkaar was. 
Op ZDF heeft ze sinds 2011 een eigen programma dat jaarlijks op eerste kerstdag wordt uitgezonden: Die Helene Fischer Show. Voor de kerstuitzending van 2014, opgenomen op 11 en 12 december had ze Udo Jürgens te gast, die ze toezong met zijn eigen lied Merci, Chérie en met wie ze ook een duet zong. Het was Jürgens' laatste optreden, hij overleed op 21 december.
In 2016 zong ze de titelsong in de Duitse versie van de nieuwe Disneyfilm Vaiana.
Op 15 september 2018 gaf Fischer een uitverkocht stadionconcert in het Arnhemse GelreDome. In november van hetzelfde jaar stond ze op de Forbes-lijst met best betaalde vrouwen in de muziek op een achtste plaats.
Op 6 augustus 2021 bracht Fischer, in samenwerking met de Porto Ricaanse zanger Luis Fonsi, een Spaans-Duitstalige nummer uit, met als titel: Vamos a marte (betekenis: Laten we naar Mars gaan).

## Persoonlijk
Vanaf 2008 had Fischer een relatie met zanger en tv-presentator Florian Silbereisen. In december 2018 maakten ze bekend dat ze al enige tijd uit elkaar waren, en dat Fischer inmiddels een relatie had met luchtacrobaat Thomas Seitel, die onderdeel is van haar theatervoorstellingen. In december 2021 zijn Fischer en Seitel getrouwd, en in diezelfde maand kregen zij een dochter.

## Discografie

### Albums
| Album met eventuele hitnotering(en) in de Nederlandse Album Top 100 | Datum van verschijnen | Datum van binnenkomst | Hoogste positie | Aantal weken | Opmerkingen                      |
| ------------------------------------------------------------------- | --------------------- | --------------------- | --------------- | ------------ | -------------------------------- |
| Von hier bis unendlich                                              | 03-02-2006            | -                     |                 |              |                                  |
| So nah wie du                                                       | 29-06-2007            | -                     |                 |              |                                  |
| Von hier bis unendlich (Weihnachts Special Edition)                 | 02-11-2007            | -                     |                 |              |                                  |
| Zaubermond                                                          | -                     |                       |                 |              |                                  |
| So wie ich bin                                                      | 09-10-2009            | -                     |                 |              |                                  |
| So wie ich bin Live                                                 | 2010                  | -                     |                 |              |                                  |
| The English ones                                                    | 04-06-2010            | -                     |                 |              |                                  |
| Best of Helene Fischer                                              | 04-06-2010            | 12-06-2010            | 85              | 3            | Verzamelalbum                    |
| Der Ultimative Dancemix                                             | 2010                  | -                     |                 |              | Verzamelalbum                    |
| Für einen Tag                                                       | 14-10-2011            | 22-10-2011            | 1(1wk)          | 12           |                                  |
| Für einen Tag - Live 2012 aus der O₂world Hamburg                   | 14-12-2012            | 22-12-2012            | 83              | 1            |                                  |
| De Erfolgsgeschichte                                                | 2012                  | -                     |                 |              | Verzamelalbum                    |
| Farbenspiel                                                         | 04-10-2013            | 12-10-2013            | 8               | 16           |                                  |
| 100% Beste Of                                                       | 2013                  | -                     |                 |              | Verzamelalbum                    |
| Farbenspiel - Live - die Tournee                                    | 05-12-2014            | 13-12-2014            | 65              | 1            |                                  |
| Beste Of Live                                                       | 2014                  | -                     |                 |              |                                  |
| Farbenspiel - Live - die Stadiontournee                             | 04-09-2015            | 12-09-2015            | 47              | 1            |                                  |
| Weihnachten                                                         | 13-11-2015            | 21-11-2015            | 22              | 8            | met Royal Philharmonic Orchestra |
| Merry Christmas                                                     | 2015                  | -                     |                 |              | met Royal Philharmonic Orchestra |
| Farbenspiel (Luxebox set)                                           | 29-01-2016            | -                     |                 |              |                                  |
| Best Of (Platin Edition) CD & DVD                                   | 16-11-2016            | -                     |                 |              | Verzamelalbum                    |
| Helene Fischer                                                      | 12-05-2017            | 20-05-2017            | 6               | 9            |                                  |
| Das Konzert aus dem Kesselhaus                                      | 08-09-2017            | 16-09-2017            | 93              | 1            |                                  |
| Live - die Arena Tournee                                            | 27-04-2018            | 05-05-2018            | 15              | 3            |                                  |
| Best Of (Bonus Edition 2018)                                        | 2018                  | -                     |                 |              |                                  |
| Traumfabrik (Original Motion Picture Soundtrack)                    | 2019                  | -                     |                 |              | met Philipp Noll                 |
| Die Stadion-tour live                                               | 04-06-2019            | -                     |                 |              |                                  |
| Die Helene Fischer show-Meine schönste momente vol. 01              | 2020                  | -                     |                 |              |                                  |
| Raus                                                                | 15-10-2021            | -                     |                 |              |                                  |
| Raus (Deluxe)                                                       | 2021                  | -                     |                 |              |                                  |
| Raus (live)                                                         | 2022                  | -                     |                 |              |                                  |
| Das Ultimative Best Of                                              | 2022                  | -                     |                 |              | Verzamelalbum                    |
| Raus live (Die Arenen Tour)                                         | 04-06-2024            | -                     |                 |              |                                  |
| Die Schönsten kinderlieder                                          | 01-11-2024            | -                     |                 |              |                                  |

| Album met hitnotering(en) in de Vlaamse Ultratop 200 albums | Datum van verschijnen | Datum van binnenkomst | Hoogste positie | Aantal weken | Opmerkingen                      |
| ----------------------------------------------------------- | --------------------- | --------------------- | --------------- | ------------ | -------------------------------- |
| Für einen Tag                                               | 2011                  | 05-11-2011            | 7               | 36           |                                  |
| Best of Helene Fischer                                      | 2010                  | 20-10-2012            | 195             | 1            | Verzamelalbum                    |
| Best of Helene Fischer Live - So wie ich bin                | 10-12-2010            | 20-10-2012            | 34              | 1            |                                  |
| Für einen Tag - Live 2012 aus der O₂world Hamburg           | 2012                  | 22-12-2012            | 82              | 14           |                                  |
| Farbenspiel                                                 | 2013                  | 12-10-2013            | 14              | 70           |                                  |
| Farbenspiel - Live - die Tournee                            | 2014                  | 20-12-2014            | 77              | 19           |                                  |
| Weihnachten                                                 | 2015                  | 21-11-2015            | 12              | 19           | met Royal Philharmonic Orchestra |
| Helene Fischer                                              | 2017                  | 20-05-2017            | 5               | 33           |                                  |
| Das Konzert aus dem Kesselhaus                              | 2017                  | 16-09-2017            | 75              | 7            |                                  |
| Live - die Arena Tournee                                    | 2018                  | 05-05-2018            | 18              | 24           |                                  |

### Singles
| Single met hitnotering(en) in de Vlaamse Ultratop 50 | Datum van verschijnen | Datum van binnenkomst | Hoogste positie | Aantal weken | Opmerkingen |
| ---------------------------------------------------- | --------------------- | --------------------- | --------------- | ------------ | ----------- |
| Fehlerfrei                                           | 2013                  | 19-10-2013            | tip71           | -            |             |
| Atemlos durch die Nacht                              | 2014                  | 12-07-2014            | tip26           | -            |             |
| Herzbeben                                            | 2017                  | 26-08-2017            | tip             | -            |             |
| Flieger                                              | 2018                  | 26-05-2018            | tip             | -            |             |

### Dvd's
| Dvd's met hitnoteringen in de DVD Top 30           | Datum van verschijnen | Datum van binnenkomst | Hoogste positie | Aantal weken | Opmerkingen                      |
| -------------------------------------------------- | --------------------- | --------------------- | --------------- | ------------ | -------------------------------- |
| Best of Helene Fischer live - so wie ich bin       | 2010                  | 18-12-2010            | 24              | 1            |                                  |
| Live - zum ersten Mal mit Band und Orchester       | 2012                  | 21-01-2012            | 24              | 7            |                                  |
| Für einen tag - Live 2012 aus der O2 world Hamburg | 2012                  | 22-12-2012            | 8               | 24           |                                  |
| Farbenspiel                                        | 2013                  | 23-11-2013            | 9               | 10           |                                  |
| Farbenspiel - Live - Die tournee                   | 2014                  | 13-12-2014            | 5               | 27           |                                  |
| Farbenspiel live - Die stadion-tournee             | 2015                  | 12-09-2015            | 1(1wk)          | 51           |                                  |
| Weihnachten - Live aus der Hofburg Wien            | 2015                  | 12-12-2015            | 2               | 11           | met Royal Philharmonic Orchestra |
| So nah, so fern                                    | 2016                  | 05-03-2016            | 7               | 8            |                                  |
| Das konzert aus dem Kesselhaus                     | 2017                  | 23-09-2017            | 1(1wk)          | 28           |                                  |

### NPO Radio 2 Top 2000
| Nummer met noteringen in de NPO Radio 2 Top 2000 | '18 | '19 | '20 | '21 | '22 | '23 | '24 |
| ------------------------------------------------ | --- | --- | --- | --- | --- | --- | --- |
| Atemlos durch die Nacht                          | 324 | 220 | 192 | 204 | 237 | 212 | 347 |

1. ↑  Een vetgedrukt getal geeft de hoogste notering aan.
2. ↑  2018 was het eerste jaar met een notering voor dit nummer.

## Prijzen

### Die Eins Der Besten
- 2018 in de categorie Video-hit van het jaar (Achterbahn)
- 2018 in de categorie Hit van het jaar (Herzbeben)
- 2018 in de categorie Zangeres van het jaar
- 2018 in de categorie Album van het jaar (Helene Fischer)
- 2016
- 2015
- 2014

### Bayerischer Fernsehpreis
- 2015 voor "Die Helene Fischer Show 2014"

### Bambi
- 2017 in de categorie "Musik National"
- 2014 in de categorie "Entertainment"
- 2013 in de categorie "Musik National"

### Echo Pop
- 2018 in de categorie "Schlager" met het album "Helene Fischer"
- 2016 in de categorie "Crossover" met het album "Weihnachten"
- 2016 in de categorie "Live-Act Nationa" met het album "Farbenspiel LIVE - die Stadion-Tournee"
- 2016 in de categorie "Musik-DVD/Bluray" met de albums "Farbenspiel LIVE - die Stadion-Tournee" en "Weihnachten"
- 2016 in de categorie "Album des Jahres" met het album "Weihnachten"
- 2015 in de categorie "Musik-DVD/Bluray" met het album "Farbenspiel"
- 2015 in de categorie "Album des Jahres" met album "Farbenspiel"
- 2015 in de categorie "Hit des Jahres" met de single "Atemlos durch die Nacht"
- 2015 in de categorie "Schlager" met het album "Farbenspiel"
- 2014 in de categorie "Künstler/Künstlerin/Gruppe Deutschsprachiger Schlager" met het album "Farbenspiel"
- 2014 in de categorie "Album des Jahres" met het album "Farbenspiel"
- 2013 in de categorie "DVD-Produktion National" met de DVD "Für einen Tag – Live 2012"

### Overige prijzen
- 2016 Goldene Henne (Categorie Muziek)
- 2012 Goldene Henne (Categorie Muziek)
- 2012 Echo (Duitse Grammy)(Duitse Schlager)
- 2012 Goldene Kamera
- 2012 Krone der Volksmusik (meest succesvolle zangeres van Duitsland 2011)
- 2011 Live Entertainment Award (Tournee So Wie Ich Bin 2010)
- 2010 Die MDR Hitparade Sieger Award
- 2010 Goldene Henne (Categorie Muziek)
- 2010 Echo (Duitse Grammy)(Zaubermond dvd)
- 2010 Krone der Volksmusik (Succesvolle zangeres 2009)
- 2009 Echo (Duitse Grammy) (Mut zum Gefühl Live + Duitse Schlager)
- 2009 Krone der Volksmusik (Succesvolle zangeres 2008)
- 2008 Goldene Henne (Categorie Muziek)
- 2008 Krone der Volksmusik (Succesvolle zangeres 2007)
- 2007 Goldene Henne (belofte van het jaar)